# Руденок Володимир Якович
Володимир Якович Руденок (20 січня 1954 р. м. Виборг, Ленінградська область) — український історик, археолог і краєзнавець Чернігівщини. 

## Біографія
Народився 20 січня 1954 р. у м. Виборг Ленінградської області в родині Героя Радянського Союзу Якова Федоровича Руденка, уродженця смт Михайло-Коцюбинське Чернігівської області. У 1962 р. родина переїхала до Чернігова, який став для В. Руденка рідним містом. Навчався у Чернігівській середній школі № 2. Розташування школи на території древнього дитинця Чернігова спонукало юнака зацікавитись історією міста. 
Восени 1967 р. він долучився до археологічних досліджень спелео-археологічної секції Чернігівської обласної організації Українського товариства охорони пам’яток історії та культури поблизу Спаського собору. Долучився школяр і до розкопок курганів у с. Гущин восени того ж таки року. А з часом, у 1969 р. привів до секції своїх друзів - Володимира Коваленка та Юрія Шевченка, для яких археологія також стала справою усього життя. 
Наступного року разом із членами спелео-археологічної секції В. Руденок вийшов на пошуки печерних комплексів у Малеєвому рові і взяв участь в облаштуванні Антонієвих печер для екскурсійного відвідування. 
Після закінчення у 1971 р. школи В. Руденок деякий час працював робітником Чернігівського стадіону ім. Ю. О. Гагаріна і водночас брав участь у дослідженні нижнього ярусу Антонієвих печер, церков Феодосія Тотемського, Миколи Святоші, облаштуванні вентиляції. 
У листопаді 1972 р. Володимир Руденок був призваний до війська. Служив у повітряно-десантних військах, спочатку в Каунасі, а потім у Чернігівській дивізії у Пскові.  
Служба в армії та органах внутрішніх справ (1975-1985 pp. - патрульний міліціонер, дільничний інспектор, інспектор карного розшуку) на деякий час призупинила вивчення чернігівських старожитностей, але В. Руденок завжди знаходив час, щоб завітати до Антонієвих печер та побувати в археологічних експедиціях. 
У 1985 р. В. Руденок закінчив заочне відділення історичного факультету Чернігівського державного педагогічного інституту ім. Т. Г. Шевченка. Любов до історії та археології привела його спочатку до Чернігівського історичного музею, де він працював техніком у секторі охорони пам’яток археології, потім до Чернігівського палацу піонерів та школярів на посаду керівника археологічних гуртків і, нарешті, у лютому 1987 р. - до Чернігівського державного архітектурно-історичного заповідника (тепер Національний архітектурно-історичний заповідник «Чернігів стародавній»). 
Вже влітку 1987 року В. Руденок очолив відділ дослідження Антонієвих печер та археологічну експедицію з дослідження Троїцько-Іллінського комплексу.  Згодом став завідувачем відділу наукових досліджень печер та пам’яток археології Національного архітектурно-історичного заповідника «Чернігів стародавній». 
В. Руденок - учасник багатьох наукових міжнародних конференцій, автор понад 500 наукових та науково-популярних публікацій, багатьох радіо і телевізійних передач. Він був головою спелео-археологічної секції та відповідальним секретарем Чернігівської обласної організації Українського товариства охорони пам’яток історії та культури, членом міської містобудівної ради. За успіхи в науково-дослідницькій та пам’яткоохоронній роботі нагороджений грамотами Чернігівської обласної державної адміністрації, Чернігівської обласної ради, міністерств, відомств та громадських організацій, почесною відзнакою Любецького земляцтва - Хрестом св. Антонія Печерського. 
У вересні 2019 року науковці Національного архітектурно-історичного заповідника «Чернігів стародавній» Володимир Руденок та Тетяна Новик були відзначені дипломами за І місце і отримали нагороду «Книга року – 2019» в номінації «Наукові видання» за книгу «Антонієві печери Чернігівського Троїцько-Іллінського монастиря: 950 років».

## Наукові інтереси
В. Руденок продовжив традиції дослідження Антонієвих печер, започатковані Г. О. Кузнєцовим. Особливу увагу він приділив вивченню комплексів, що були зафіксовані на східному схилі Іллінського яру, зокрема, відкрив і дослідив печеру Іова (1995 р.) та печеру схимника (1996 p.), що датуються XII-XIV ст., печерну церкву ХІІ-ХІІІ ст. (1997 p.). Крім того, протягом 1991-1994 pp. В. Руденок досліджував комплекс пам’яток на західному схилі Іллінського яру, який завдяки відкритій у 1991 р. печері з трьома галереями, отримав назву «Новоантоніївський». Під час археологічних досліджень 1993 р. біля входу до «Новоантонієвої» печери були зафіксовані залишки цегляної стіни та мурованої споруди, а у 1994 р. після повномасштабних розкопок було з’ясовано, що розкриті фундаменти являють собою каплицю, яка оформлювала вхід до «Новоантонієвої» печери. У 2002 р. В. Руденок біля входу до цієї споруди зафіксував келію відлюдника, що за численним речовим матеріалом датується ХІІ-ХІІІ ст. Водночас на північному схилі Ііллінського яру було локалізовано кладовище XVII-XVIII ст. (1998 p.). 
В. Руденок також встановив місце знаходження виробничого центру з формування давньоруської цегли-плінфи (1994—1995 pp.), друкарні Троїцько-Іллінського монастиря (2001 p.), виявив давньоруські житлові комплекси (2006 p., 2009 p.), обстежив одну з ділянок «Аліпієвих печер» (2010 p.), дослідив конструкції галереї, що з’єднувала Іллінський та Троїцький монастирі (2010-2011 pp.).
В. Руденок досліджував і підземні комплекси на території Валу (1998 p.), брав участь у архітектурно-археологічних дослідженнях Колегіума (2006 р.) та Спаського собору (2013 p.), разом із співробітниками заповідника започаткував дослідження печерних комплексів Миколаївського Пустинно-Рихлівського монастиря (1991 р.) та Ближньої печери св. Антонія в Любечі (2009-2010 pp.), а на території Батуринської фортеці зафіксував підземний хід (2008 p.)..

## Основні праці
- Антонієві печери та Троїцько-Іллінський монастир / Нац. архітектур.-іст. заповідник «Чернігів стародавній» ; [В. Я. Руденок, Т. Г. Новик]. — Чернігів : Лозовий В. М., 2017. — 47 с.
- Кузнєцов Г. О. Антонієві печери  / Г. О. Кузнєцов, В. Я. Руденок. — Чернігів : Деснянська правда, 2003.
- Кузнєцов Г. О. Болдині гори  / Г. О. Кузнєцов, В. Я. Руденок. — 3-тє вид. — Чернігів : Деснянська правда, 2007. — 15 с.
- Кузнєцов Г. О. Вал від давніх часів до сьогодення  / Г. О. Кузнєцов, В. Я. Руденок. — 2-ге вид. — Чернігів : Деснянська правда, 2006. — 14  с.
- Кузнєцов Г. О. Єлецький Успенський монастир. Чорна могила / Г. О. Кузнєцов, В. Я. Руденок. — Чернігів : Деснянська правда, 2002. — 15 с.
- Кузнєцов Г. О. Красна площа / Г. О. Кузнєцов, В. Я. Руденок ; [ред. В. М. Сапон]. — Чернігів : Деснянська правда, 2003. — 14 с.
- Легенди Болдиних гір  / Нац. архітектур.-іст. заповідник «Чернігів стародавній» ; [авт. тексту В. Я. Руденок]. — Чернігів : Лозовий В. М., 2016. — 19 с.
- Національний архітектурно-історичний заповідник «Чернігів стародавній». 50 років діяльності / Нац. архіт.-іст. заповідник «Чернігів стародавній» ; [авт. кол.: І. С. Бугера та ін. ; ред. кол. : А. Доценко, І. Непотенко, В. Руденок ; фот. : В. Кошмал, М. Турчин, С. Черняков]. — Чернігів : Десна Поліграф, 2017. — 239 с.
- Руденок В. Я. Антонієві печери Чернігівського Троїцько-Іллінського монастиря: 950 років / Руденок В. Я., Новик Т. Г. ; Нац. архіт.-іст. заповідник «Чернігів стародавній». — Чернігів : Десна Поліграф, 2019. — 159 с.
- Руденок В. Болдиногірські монастирі Чернігова / В. Руденок, Т. Новик // Сіверянський літопис. — 2015. — № 4. — С. 73-83.
- Руденок В. До історії вивчення Антонієвих печер Чернігівського Іллінського монастиря у другій половині ХIХ – першій чверті ХХ ст. / В. Руденок, Т. Новик // Сіверянський літопис. — 2017. — № 4. — С. 80-87.
- Руденок В. Я. Путівник по Чернігову / В. Я. Руденок. — Чернігів : Деснянська правда, 2009. — 63 с.
- Руденок В. Чернігівський Троїцький Іллінський монастир доби Гетьманщини за результатами археологічних досліджень / В. Руденок, Т. Новик // Сіверянський літопис. — 2019. — № 2. — С. 185-187.
- Таємниці підземель Чернігівщини  / Нац. архіт.-іст. заповідник «Чернігів стародавній» ; [авт. тексту В. Я. Руденок]. — Чернігів : Лозовий В. М., 2018. — 31 с.
- Чернігівський «Вал»  / Нац. архіт.-іст. заповідник «Чернігів стародавній» ; [авт. тексту : В. Я. Руденок, І. В. Непотенко]. — Чернігів : Лозовий В. М., 2016. — 39 с.